# Llangefni
Llangefni (phát âm tiếng Wales: [ɬanˈɡɛvni]) là một thị trấn tại Anglesey, Wales và là nơi đặt trụ sở chính của hội đồng hạt đảo Anglesey. Theo thống kê 2011, dân số của Llangefni là 5.116 người, khiến nó trở thành điểm dân cư lớn thứ nhì trên đảo.

## Vị trí
Llangefni nằm gần trung tâm Anglesey, cạnh sông sông Cefni, mà từ đó tên thị trấn được đặt theo. Những địa điểm nổi bật tại đây gồm bảo tàng Oriel Ynys Môn, nơi lưu giữ lịch sử Anglesey và nhà của nhà tự nhiên học Charles Tunnicliffe. Ở mạn tây thị trấn là một trường trung học lớn, Ysgol Gyfun Llangefni, và ở mạn bắc là một thành thờ kiểu Victoria, St Cyngar's, được xây dựng cạnh bên bờ sông rậm rạp ở một nơi gọi là the Dingle. Llangefni trước đây có tên Llangyngar, trong tiếng Wales nghĩa là "nhà thờ St Cyngar's".

## Thương mại, giao thông và giáo dục

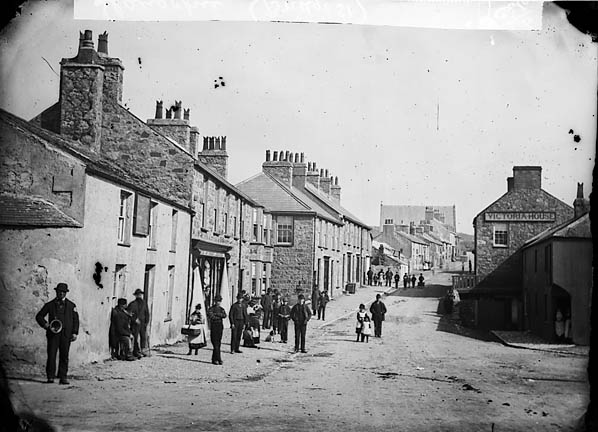
Phố Bridge, Llangefni khoảng năm 1875

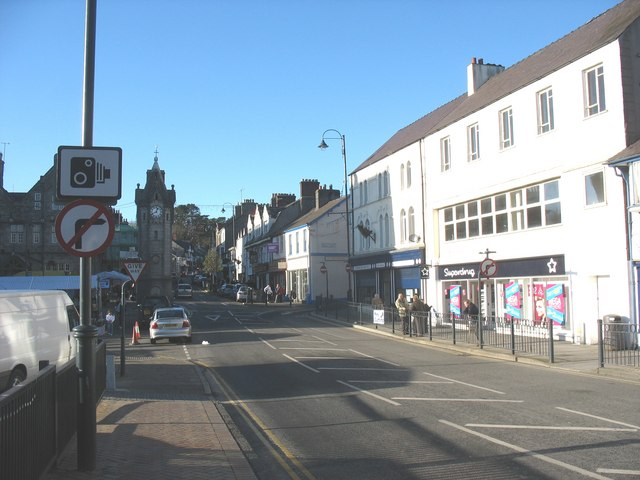
Trung tâm thị trấn

Llangefni là thị trấn thương mại của Anglesey và từng có chợ gia súc lớn nhất trên đảo. Tại đây có một nhà máy chế biến gia cầm, và nhiều điểm giao thương khác.
Thị trấn có một ga xe trên tuyến đường sắt trung tâm Anglesey, mở năm 1864. Nó đóng cử 1964, dù xe lửa vẫn tiếp tục đi qua thị trấn cho tới năm 1993. Dù không còn dùng nữa, tuyến đường sắt vẫn chưa được di dời. Ga tàu gần nhất nay nằm ở Llanfairpwllgwyngyll, cách 5 dặm (8 km) theo đường chim bay. Thường xuyên có những chuyến xe buýt chạy đến những điểm dân cư lớn hơn như Bangor và Holyhead cũng như những thị trấn nhỏ Amlwch và Beaumaris. Thị trấn chỉ cách các tuyến A55 và A5 2 kilômét, được liên thông bởi tuyến đường ngắn A5114. Nguồn nước cho Llangefni đến từ Llyn Cefni, một hồ chứa cách 1,5 dặm (2,4 km) về phía tây bắc.
Llangefni đăng cai Eisteddfod Quốc gia năm 1957 và 1983. Đây cũng là nơi tổ chức Eisteddfod Urdd (Eisteddfod thiếu nhi) năm 2004. Tại nơi này có một đại học, Coleg Menai (Llangefni).

## Thể thao
Câu lạc bộ bóng đá địa phương, Llangefni Town, thăng hạng lên Welsh Premier League vào cuối mùa 2006–07, nhưng phải xuống hạng một mùa sau đó.
Câu lạc bộ rugby địa phương là Llangefni RFC, chơi ở các giải WRU.

## Tiếng Wales
Theo thống kê 2011, Llangefni là cộng đồng với tỉ lệ người nói tiếng Wales cao nhất đảo Anglesey, và cao thứ 6 toàn Wales. 80,7% người từ ba tuổi trở lên biết nói tiếng Wales theo thống kê 2011, giảm nhẹ so với tỉ lệ 83,8% được ghi nhận trong thống kê 2001. Trong số những người sinh ra ở Wales, 91,6% có thể nói tiếng Wales.

## Nhân vật đáng chú ý

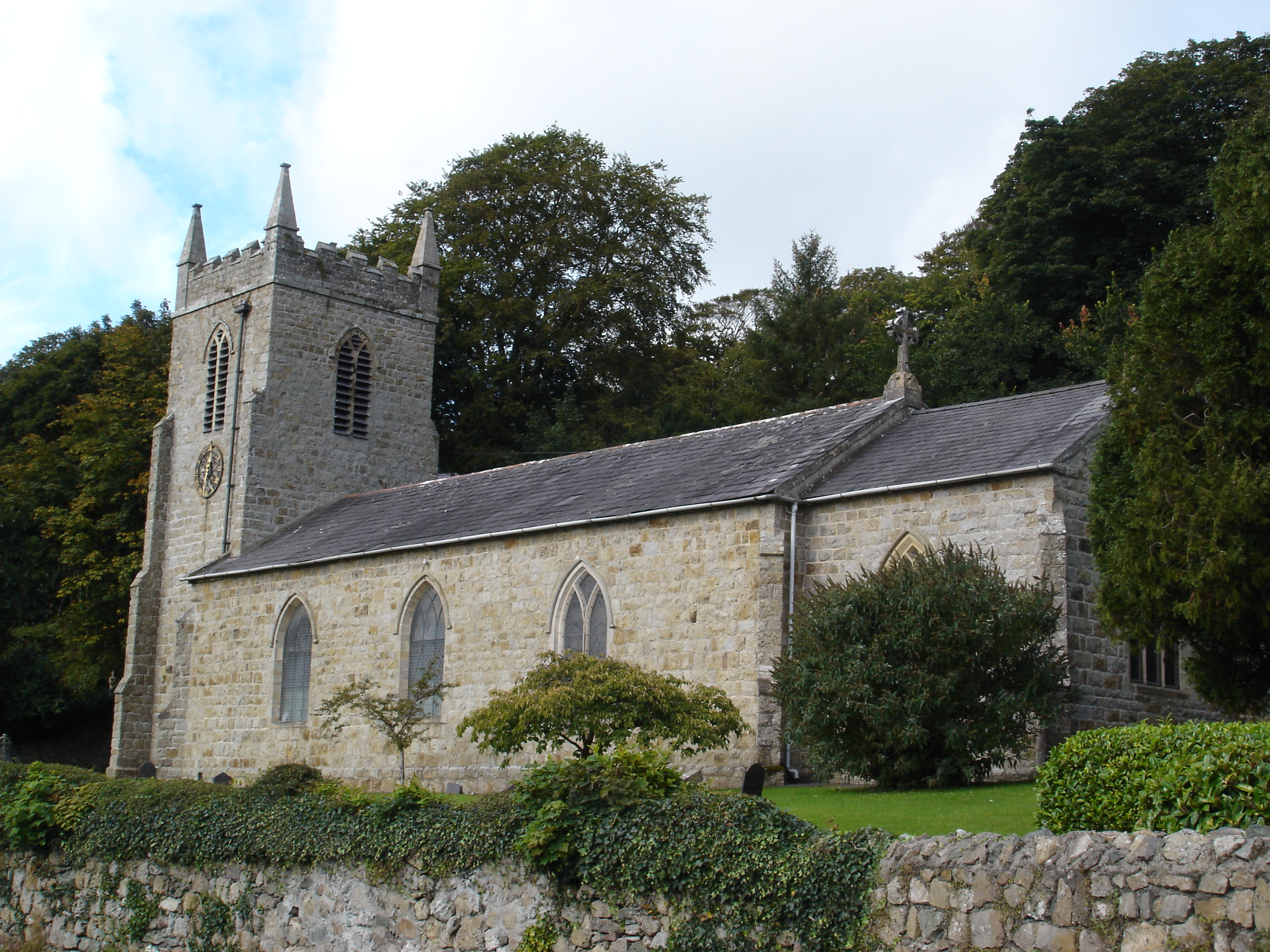
St Cyngar's Church, Llangefni

- John Elias, nhà truyền giáo, sống tại thị trấn 1830–41
- Christmas Evans, nhà truyền giáo và người xây nhà thờ, sống tại thị trấn 1791–1826
- Huw Garmon, diễn viên
- Hugh Griffith, diễn viên đoạt giải Oscar, từng theo học trường hạt Llangefni
- Hywel Gwynfryn, nhân vật truyền hình và ra đi ô, sinh tại đây năm 1942 và theo học Ysgol Gyfun Llangefni
- Wayne Hennessey, thủ môn của Wolverhampton Wanderers và Wales
- Naomi Watts, diễn viên được đề cử Oscar, sống tại từ năm 7 đến 10
- Kyffin Williams, họa sĩ, sinh tại thị trấn năm 1908
- Gabriel Fielding, nhà văn, theo học trường hạt Llangefni, năm 1934